# 1950年の国鉄スワローズ
1950年の国鉄スワローズ（1950ねんのこくてつスワローズ）では、1950年の国鉄スワローズの動向をまとめる。
この年の国鉄スワローズは、チーム創設1年目のシーズンであり、西垣徳雄監督の1年目のシーズンである。

## 概要
1949年のプロ野球再編騒動を受け、駅売店を運営する鉄道弘済会、日本通運、日本交通公社など、国鉄と関係の深い会社が協同して、「株式会社国鉄球団」を設立して、セントラル・リーグへ加盟を申請。戦力はノンプロの鉄道管理局の選手が中心で、加盟が遅れたこともあり他球団の余剰戦力を獲得できなかった。
国鉄スワローズの記念すべき第1戦は3月10日、下関市営球場でのまるは球団（4試合目から大洋ホエールズに改称）戦だったが、今西錬太郎に散発2安打に抑えられ0-2の完封負け。翌11日、平和台球場で行われた広島カープ戦は高橋輝が完投し3-2で記念すべき球団初勝利を挙げる。ところが翌日から連敗地獄に入り、3月16日の対大阪タイガース戦（倉敷）では大阪先発の田宮謙次郎に9回2死まで1人も走者を出せず、あわや日本初の完全試合のピンチだったが、27人目の打者中村栄が三塁手藤村富美男のグラブをかすめる内野安打を放ち辛うじて完全試合は免れた。しかしその後も3月21日から14連敗、4月25日から10連敗を喫し最下位に沈む。あまりの弱さにセ・リーグは5月末から6月上旬まで試合日程を組まず、ミニキャンプを強制させた。その前後には打線強化のため、4月にはノンプロのコロムビアの選手兼任監督・藤田宗一を、5月には松竹ロビンスの二軍監督・森谷良平を、また6月には元・奉天満鉄倶楽部の宇佐美一夫を入団させるが、それでも最下位脱出はできなかった。
8月にのちの400勝投手・金田正一が高校を中退し加入。金田は10月1日の対大洋戦（阪神甲子園球場）で初勝利を挙げるとこの年8勝を挙げチームの救世主となった。11月に13連敗の広島を抜いてようやく最下位を脱出し7位となるが、初優勝の松竹に57.5ゲームを、同じく新球団の大洋には26.5ゲームも離される惨敗で国鉄スワローズ、そして西垣監督の1年目は終わった。この年は初優勝の松竹に1勝18敗、2位の中日に2勝17敗1分、3位の巨人に3勝16敗1分と上位3球団から6勝しか稼げなかったが、最下位の広島には13勝6敗と大きく勝ち越して辛うじて最下位を逃れた。チーム防御率・チーム打率共に7位で、失策数はリーグワーストの235失策と散々だった。

## チーム成績

### レギュラーシーズン
| 1 | 二 | 福田勇一   |
| 2 | 左 | 小田切茂造 |
| 3 | 一 | 岩橋利男   |
| 4 | 中 | 久保吾一   |
| 5 | 捕 | 井上親一郎 |
| 6 | 右 | 榎本茂     |
| 7 | 三 | 土佐内吉治 |
| 8 | 投 | 成田啓二   |
| 9 | 遊 | 中村栄     |

| 順位 | 3月終了時 | 3月終了時 | 4月終了時 | 4月終了時 | 5月終了時 | 5月終了時 | 6月終了時 | 6月終了時 | 7月終了時 | 7月終了時 | 8月終了時 | 8月終了時 | 9月終了時 | 9月終了時 | 10月終了時 | 10月終了時 | 最終成績 | 最終成績 |
| ---- | --------- | --------- | --------- | --------- | --------- | --------- | --------- | --------- | --------- | --------- | --------- | --------- | --------- | --------- | ---------- | ---------- | -------- | -------- |
| 1位  | 中日      | --        | 中日      | --        | 松竹      | --        | 松竹      | --        | 松竹      | --        | 松竹      | --        | 松竹      | --        | 松竹       | --         | 松竹     | --       |
| 2位  | 松竹      | 1.0       | 松竹      | 0.0       | 中日      | 1.0       | 中日      | 5.0       | 中日      | 5.0       | 中日      | 7.5       | 中日      | 9.0       | 中日       | 8.5        | 中日     | 9.0      |
| 3位  | 巨人      | 2.0       | 巨人      | 2.5       | 巨人      | 8.0       | 巨人      | 6.5       | 巨人      | 11.5      | 巨人      | 10.5      | 巨人      | 10.5      | 巨人       | 14.0       | 巨人     | 17.5     |
| 4位  | 大洋      | 3.0       | 大阪      | 10.0      | 大阪      | 10.0      | 大阪      | 8.5       | 大阪      | 14.5      | 大洋      | 20.0      | 大阪      | 22.5      | 大阪       | 25.5       | 大阪     | 30.0     |
| 5位  | 大阪      | 5.5       | 大洋      | 10.0      | 大洋      | 12.0      | 大洋      | 11.5      | 大洋      | 15.0      | 大阪      | 22.5      | 大洋      | 24.0      | 大洋       | 27.0       | 大洋     | 31.0     |
| 6位  | 西日本    | 7.0       | 西日本    | 11.5      | 西日本    | 18.0      | 西日本    | 19.0      | 西日本    | 22.0      | 西日本    | 28.5      | 西日本    | 34.5      | 西日本     | 43.5       | 西日本   | 48.5     |
| 7位  | 広島      | 7.5       | 広島      | 18.0      | 広島      | 20.0      | 広島      | 20.0      | 広島      | 25.5      | 広島      | 36.5      | 広島      | 43.0      | 広島       | 49.5       | 国鉄     | 57.5     |
| 8位  | 国鉄      | 10.0      | 国鉄      | 20.0      | 国鉄      | 27.0      | 国鉄      | 29.5      | 国鉄      | 34.5      | 国鉄      | 42.5      | 国鉄      | 48.5      | 国鉄       | 54.0       | 広島     | 59.0     |

| 順位 | 球団             | 勝 | 敗 | 分 | 勝率 | 差   |
| 1位  | 松竹ロビンス     | 98 | 35 | 4  | .737 | 優勝 |
| 2位  | 中日ドラゴンズ   | 89 | 44 | 4  | .669 | 9.0  |
| 3位  | 読売ジャイアンツ | 82 | 54 | 4  | .603 | 17.5 |
| 4位  | 大阪タイガース   | 70 | 67 | 3  | .511 | 30.0 |
| 5位  | 大洋ホエールズ   | 69 | 68 | 3  | .504 | 31.0 |
| 6位  | 西日本パイレーツ | 50 | 83 | 3  | .376 | 48.0 |
| 7位  | 国鉄スワローズ   | 42 | 94 | 2  | .309 | 57.5 |
| 8位  | 広島カープ       | 41 | 96 | 1  | .299 | 59.0 |

## できごと
- 1月11日 - 国鉄の関係団体である弘済会、交通公社を主体とする交通協力会が球団運営を決定。
- 1月12日 - 国鉄球団のセ・リーグ加盟が承認される。ニックネームは〃スワローズ〃と決定。
- 3月10日 - 記念すべき公式戦第一戦を下関球場で大洋行うが、今西投手に2安打に抑えられ0対2で負ける。
- 3月11日 - 開幕第二戦に広島に3対2で勝ち、記念すべき初勝利(勝利投手-高橋輝)。
- 3月14日 - 開幕から12試合目のこの日の巨人戦の6回に土屋選手がチーム第一号ホームランを放つ。

## 表彰選手
| リーグ・リーダー |
| ---------------- |
| 受賞者なし       |

| ベストナイン |
| ------------ |
| 選出なし     |